# فرد آلن (تدوین‌گر)
فرد آلن (انگلیسی: Fred Allen؛ ۱۶ دسامبر ۱۸۹۶ – ۲۲ مه ۱۹۵۵) تدوین‌گر، کارگردان فیلم و فیلم‌نامه‌نویس اهل ایالات متحده آمریکا بود.
از فیلم‌هایی که وی در آن نقش داشته‌است، می‌توان به در لباسی خیره‌کننده و مأموران خزانه‌داری اشاره کرد.